# NGC 2264
NGC 2264 is deels een open sterrenhoop, deels een H-II-gebied en deels een diffuse nevel in het sterrenbeeld Eenhoorn. Het hemelobject ligt ongeveer 2500 lichtjaar van de Aarde verwijderd en werd op 18 januari 1784 ontdekt door de Duits-Britse astronoom William Herschel. NGC 2264 is een vrij complex gebied en moet ingedeeld worden in 4 objecten:
- Kerstboomcluster
- Kegelnevel
- Sneeuwvlokcluster
- Vossenvachtnevel

De laatste twee worden meestal geassocieerd met het NGC-object, maar behoren er niet officieel toe.

## Synoniemen
- OCl 495
- LBN 911